# Sadkowa Góra
Sadkowa Góra – wieś w Polsce, położona w województwie podkarpackim, w powiecie mieleckim, w gminie Borowa.
W latach 1975–1998 miejscowość administracyjnie należała do województwa rzeszowskiego.

## Integralny części wsi
| SIMC    | Nazwa           | Rodzaj     |
| ------- | --------------- | ---------- |
| 0991663 | Kolonia         | część wsi  |
| 0645961 | Koło Mostu      | część wsi  |
| 0646009 | Lisówek         | przysiółek |
| 0645978 | Między Wałami   | część wsi  |
| 0645984 | Nowa Wieś       | część wsi  |
| 0645990 | Pod Łysakówkiem | część wsi  |
| 0646015 | Uście           | przysiółek |

## Dworek
W Sadkowej Górze znajduje się zabytkowy dworek. Posiadłość została założona na początku XIX w. przez ród szlachecki Brandtów. Na przełomie wieków została kupiona przez żydowskiego ziemianina Fersztandyka. Po II wojnie światowej posiadłość została odebrana właścicielowi na mocy reformy rolnej i przekazana władzom komunistycznym. Władze oddały ją do użytku hufcowi pracy, a następnie spółdzielni rolniczej. Niszczejący majątek został wykupiony w latach 90. przez osobę prywatną.

## Pomnik
W pobliżu mostu na Brniu znajduje się pomnik upamiętniający angielskich lotników RAF-u, którzy zostali zestrzeleni nad Sadkową Górą 5 maja 1944 przez hitlerowską artylerię. Ich samolot spadł na pobliski dom, który spłonął w wywołanym przez to pożarze. Pomnik został ufundowany przez społeczeństwo Gminy Borowa oraz WSK PZL Mielec w 46 rocznicę katastrofy. Na pokładzie zestrzelonego samolotu znajdowali się: pilot chorąży Eric A. Aldred, mechanik pokładowy inż. st. sierżant Michael E. Agar, radiooperator st. sierżant Ralph Dawes, strzelec st. sierżant Nil W. Johnstone, strzelec st. sierżant Ronald A. Menday.

## Osoby urodzone w Sadkowej Górze
- Stanisław Dragan - bokser
- Władysław Jasiński (1909-1943) – dowódca grupy dywersyjno-bojowej "Jędrusie"
- Jerzy Płatowicz-Płachta (1893–1939) – pułkownik dyplomowany piechoty Wojska Polskiego